# Pensacola murina
Pensacola murina là một loài nhện trong họ Salticidae.
Loài này thuộc chi Pensacola. Pensacola murina được Eugène Simon miêu tả năm 1902.